# Extra, Vol. 1
Extra, Vol. 1 è un album di raccolta del gruppo musicale tedesco KMFDM, pubblicato nel 2008.

## Tracce

### Disco 1
1. Sieg-Sieg (Z-Records Version) – 6:57
2. Don't Blow Your Top (Adrian Sherwood Mix) – 5:02
3. Disgust (12" Mix) – 4:33
4. Oh Look II – 2:42
5. Rip the System (Original 12" Version) – 3:34
6. More & Faster (Original 12" Version) – 3:31
7. Naff Off – 4:17
8. Virus (Original 12" Version) – 5:38
9. M + F 244 (High & Geil) – 5:23
10. Godlike (12" Mix) – 6:34
11. Friede (12" Mix) – 4:45
12. Naïve (My Life with the Thrill Kill Kult Remix) – 10:27
13. Naïve 1991 (TKK Mix Edit) – 4:21

### Disco 2
1. Split (Original 12" Version) – 6:47
2. Piggybank (Shock Version) – 5:58
3. Go to Hell (Fearing & Burning) – 4:40
4. Vogue (12" Mix) – 5:30
5. Sex on the Flag (12" Mix) – 3:48
6. Split (Apart Version) – 4:28
7. Split (Mirrorball Mix) – 5:39
8. Money (Radio Mix) – 3:53
9. Bargeld (Radio Mix) – 4:02
10. Money (Cover Charge Mix) – 6:36
11. Bargeld (Rubber Club Dub) – 4:26
12. Money (Metal Mix) – 5:58
13. Bargeld (Jezebeelzebuttfunk Mix) – 5:46
14. Money (Death Before Taxes Mix) – 3:09